# Chiesa di Santa Maria in Aquiro

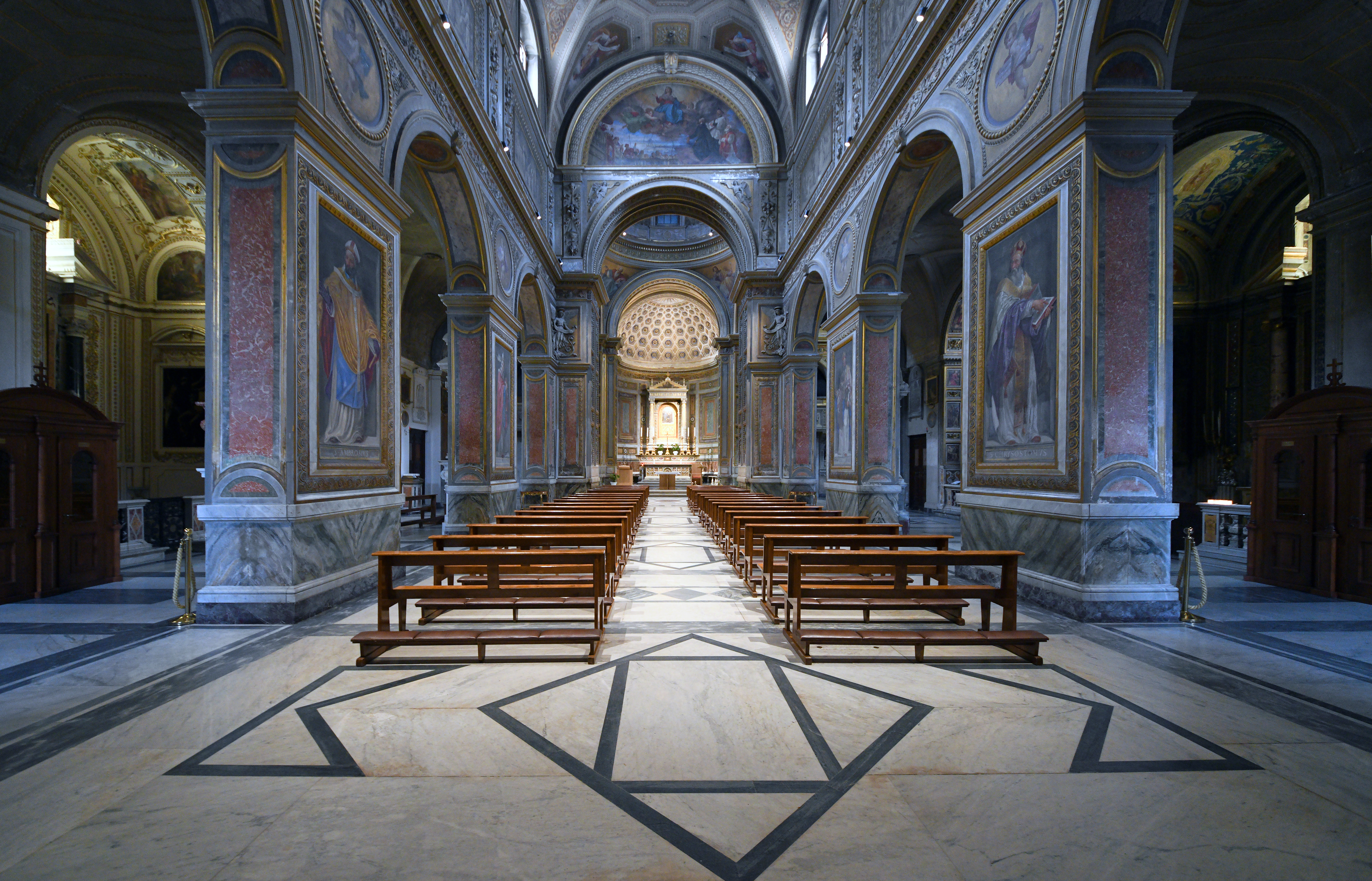
Interno

La chiesa di Santa Maria in Aquiro è un luogo di culto cattolico di Roma. Dedicata alla Madonna, si trova in piazza Capranica.

## Storia
La chiesa è antica: è noto che papa Gregorio III (731-741) la fece restaurare assai incisivamente, quindi il precedente piccolo oratorio deve essere anteriore alla metà dell'VIII secolo. Secondo alcune teorie sarebbe stata l'antico titulus Equitii, anche se gli studiosi preferiscono attribuirlo a San Martino ai Monti. 
Nel 1389 papa Urbano VI si riferisce alla chiesa come a Santa Maria della Visitazione.
Nel XVI secolo fu affidata alla Confraternita degli orfani, e fu ricostruita in forme rinascimentali e allargata intorno al 1590 dal cardinal Anton Maria Salviati. Annesse alla chiesa furono create due nuove strutture assistenziali, l'Orfanotrofio di Santa Maria in Aquiro e Collegio Salviati, fondato dallo stesso cardinale.
La facciata fu ultimata nel 1774 da Pietro Camporese.
Tra il 1861 e il 1866 la chiesa fu interamente restaurata dall'architetto Gaetano Morichini.

## Caratteristiche
Prima del restauro del 1590 la chiesa aveva un solo abside e due altari minori (consacrati nel 1179 e nel 1295), con navate divise da sedici colonne. Sotto all'abside vi era un disegno bizantino, composto [...] di pietruzze porfido e serpentino a rettangoli di volgari lineamenti (riscoperto nel XIX secolo) ed un muro laterale in opus vittatum.
L'opera d'arte più importante è un dipinto che raffigura la Madonna con bambino e santo Stefano, del XIV secolo.
Nella terza cappella laterale sinistra, dedicata alla Vergine Annunziata, sono conservati tre opere di Carlo Saraceni, celebre discepolo di Caravaggio: L'incoronazione della Vergine, 1611-17, nella volta; la Nascita della Vergine alla parete destra e la Presentazione di Maria al Tempio alla parete sinistra. La pala dell'altare della cappella è l'Annunciazione di Francesco Nappi.